# Seotaiji and Boys 3
《Seotaiji and Boys 3》(서태지와 아이들 III)는 서태지와 아이들의 세 번째 정규 음반이다. 사회성이 짙은 가사로 논란이 되었다. 또한, 서태지의 본래 음악적 지향인 헤비 메탈적 요소가 두드러진 앨범이다. 2집에 비해 판매량은 떨어졌지만 당시 MBC 뉴스데스크에서 보름만에 130만장 나갔다고 보도되며, 총 150만 장 이상 판매되었다.

## 음반 정보
3집은 1집, 2집과 달리 댄스 곡이 단 한 곡도 없고, 서태지가 선호하는 락 장르의 음악과 발라드로만 채워져 있다. 또한 수록곡의 많은 수가 강한 사회적 메시지를 담고 있었다.
서태지와 아이들의 마지막 LP 발매음반이기도 하다.

### 수록곡 소개
1. 발해를 꿈꾸며 : 3집의 타이틀 곡, 분단과 남북통일을 주제로 다루었으며, 뮤직비디오로 제작되었다.
2. 아이들의 눈으로 : 제목 그대로 아이들의 마음, 즉 동심을 노래한 곡, 태지의 화에도 수록되어 있다.
3. 교실 이데아 : 대한민국 교육의 문제를 날카롭게 꼬집었다. 크래쉬의 안흥찬이 참여한 이 곡은 당시 10대 청소년들의 전폭적인 지지를 받았다. 2007년 리믹스되어 15주년 기념음반에 수록되었으며, 2013년에는 tvN의 드라마 《응답하라 1994》에서 교실이데아 소동이 그려지는 부분에 삽입되었다.
4. 내 맘이야 : 펑크적인 색채가 농후하다.
5. 제킬 박사와 하이드: 2집의 〈죽음의 늪〉에 이어 다시 한번 마약 문제를 다루었다.
6. 영원 : 현악 반주로 구성된 발라드이며, 후에 가수 김동률이 극찬한 곡
7. 널 지우려 해 : 서태지와 아이들 멤버 양현석이 작사를 하였다. ETPFEST 2002 전야공연때 서태지가 깜짝출연하여 그룹 넬과 함께 불렀다.

### 일본 발매판
서태지와 아이들의 일본 진출 앨범 이후로 3집이 1995년 1월에 일본에서 발매되었다. 초회 한정판에는 스티커가 포함되어 있다.

### 재발매판
2007년 발매된 서태지 15주년 기념 박스세트에 포함된 버전이 2009년에 또다시 개별적으로 재발매되었다. 앨범의 히든트랙으로는 《다른 하늘이 열리고》의 라이브 음원과 2007년에 새롭게 리믹스 한 버전의 〈교실 이데아〉가 수록되었다.

## 기타 사항

### 갖가지 괴담
3집 활동 당시 사탄과 서태지와 아이들이 연관되어 있다는 괴소문이 한동안 떠돌았다. 당시 PC 통신상에는 〈교실 이데아〉를 거꾸로 들어보면 "피가 모자라"라고 외치는 사탄의 메시지가 들어 있다는 이야기가 퍼졌다. 심지어 이런 소문들은 공중파의 뉴스의 보도를 통해 전국으로 알려졌다. 이러한 괴소문들은 MBC 뉴스데스크, KBS 추적 60분, SBS 그것이 알고 싶다에서 〈교실 이데아〉를 직접 돌려 틀어 사실무근임을 밝혀내면서 잠잠해졌다. 공중파의 메인 뉴스 방송에서 특정 연예인에 대한 괴소문을 직접 파고든 일은 전례가 없는 것으로 당시 서태지와 아이들의 영향력을 실감케 한다. 뿐만 아니라 당시 임신설, 동성애설 등의 루머가 떠돌았다.
훗날 서태지는 8집 활동을 시작할 때에 있었던 인터뷰에서 사탄설에 많이 놀랐지만, 임신설 등의 루머는 재미있었다고 답했다.

### 고등학교 교과서 수록
대한민국 100대 명반에 포함되는 등 3집 앨범은 상당한 음악적 성과를 거둔 것으로 평가되고 있다. 특히 고등학교 7차교육과정 '음악과생활' 교과서에 90년대를 대표하는 곡으로 〈발해를 꿈꾸며〉가 수록되어 화제가 되었다.

## 수록곡 목록

### CD
전체 작곡: 서태지
- 전체 편곡: 서태지| #             | 제목                         | 작사          | 재생 시간 |
| ------------- | ---------------------------- | ------------- | --------- |
| 1.            | Yo! Taiji                    |               | 0:45      |
| 2.            | 발해를 꿈꾸며 (해동성국)     | 서태지        | 4:40      |
| 3.            | 아이들의 눈으로              | 서태지        | 5:07      |
| 4.            | 교실 이데아                  | 서태지        | 4:22      |
| 5.            | 내 맘이야                    | 서태지        | 3:01      |
| 6.            | 제킬박사와 하이드            | 서태지        | 5:12      |
| 7.            | 영원 (永遠)                  | 서태지        | 3:46      |
| 8.            | 발해를 꿈꾸며 (instrumental) |               | 4:40      |
| 9.            | 널 지우려 해                 | 양현석        | 4:35      |
| 총 재생 시간: | 총 재생 시간:                | 총 재생 시간: | 33:26     |

### LP, TAPE
| #  | 제목            | 작사·작곡 | 편곡   | 재생 시간 |
| -- | --------------- | --------- | ------ | --------- |
| 1. | Yo! Taiji!      |           | 서태지 | 0:45      |
| 2. | 발해를 꿈꾸며   | 서태지    | 서태지 | 4:40      |
| 3. | 아이들의 눈으로 | 서태지    | 서태지 | 5:07      |
| 4. | 교실 이데아     | 서태지    | 서태지 | 4:22      |
| 5. | 내 맘이야       |           | 서태지 | 3:01      |

| #  | 제목                         | 작사·작곡 | 편곡   | 재생 시간 |
| -- | ---------------------------- | --------- | ------ | --------- |
| 1. | 제킬박사와 하이드            | 서태지    | 서태지 | 5:12      |
| 2. | 영원(永遠)                   | 서태지    | 서태지 | 3:46      |
| 3. | 발해를 꿈꾸며 (instrumental) |           | 서태지 | 4:40      |
| 4. | 널 지우려 해                 |           | 서태지 | 4:35      |

| #  | 제목                                | 작사·작곡 | 편곡   | 재생 시간 |
| -- | ----------------------------------- | --------- | ------ | --------- |
| 1. | Yo! Taiji                           |           | 서태지 | 0:45      |
| 2. | 渤海を夢見て                        | 서태지    | 서태지 | 4:40      |
| 3. | 子供の瞳で                          | 서태지    | 서태지 | 5:07      |
| 4. | 敎室イデア                          | 서태지    | 서태지 | 4:22      |
| 5. | オレの勝手だろ                      | 서태지    | 서태지 | 3:01      |
| 6. | ジキル博士とハイド                  | 서태지    | 서태지 | 5:12      |
| 7. | 永遠(영원)                          |           | 서태지 | 3:46      |
| 8. | 渤海を夢見て (インストゥルメンタル) | 서태지    | 서태지 | 4:40      |
| 9. | きみを忘れようとして                |           | 서태지 | 4:35      |

| #   | 제목                                           | 작사·작곡 | 편곡   | 재생 시간 |
| --- | ---------------------------------------------- | --------- | ------ | --------- |
| 1.  | Yo! Taiji                                      |           | 서태지 | 0:45      |
| 2.  | 발해를 꿈꾸며 (해동성국)                       | 서태지    | 서태지 | 4:40      |
| 3.  | 아이들의 눈으로                                | 서태지    | 서태지 | 5:07      |
| 4.  | 교실 이데아                                    | 서태지    | 서태지 | 4:22      |
| 5.  | 내 맘이야                                      | 서태지    | 서태지 | 3:01      |
| 6.  | 제킬박사와 하이드                              | 서태지    | 서태지 | 5:12      |
| 7.  | 영원(永遠)                                     | 서태지    | 서태지 | 3:46      |
| 8.  | 발해를 꿈꾸며 (instrumental)                   | 서태지    | 서태지 | 4:40      |
| 9.  | 널 지우려 해                                   |           | 서태지 | 4:35      |
| 10. | Opening ('95 다른 하늘이 열리고)               |           |        | 2:12      |
| 11. | 널 지우려해 ('95 다른 하늘이 열리고)           |           |        | 5:20      |
| 12. | 너에게 (이제는 너에게, '95 다른 하늘이 열리고) |           |        | 4:39      |
| 13. | Farewell to Love ('95 다른 하늘이 열리고)      |           |        | 5:05      |
| 14. | 태지 Solo ('95 다른 하늘이 열리고)             |           |        | 4:01      |
| 15. | 교실 이데아 ('95 다른 하늘이 열리고)           |           |        | 7:47      |
| 16. | '07 교실 이데아 (Remix)                        |           | 김석중 | 3:40      |

## 제작진
이 목록은 해당 앨범의 부클릿에서 발췌하였다.
| 서태지와 아이들 - 서태지: 프로듀서, 녹음(Techno Taiji Studio - 3, 4, 6, 9), 메인 보컬, 랩, 작사(트랙 9 제외)·작곡·편곡, 건반(2~5, 8, 9), 컴퓨터 프로그래밍(3, 9), 전기 기타(4, 6), 베이스 기타(4~6), 드럼 프로그래밍(5) - 양현석: 작사(트랙 9), 랩, 보컬, 백킹보컬, 안무 - 이주노: 랩, 보컬, 백킹보컬, 안무 참여 음악인 - Tim Pierce: 전기 기타(2, 5, 8), 어쿠스틱 기타(2, 8) - John Pierce: 베이스 기타(2, 8, 9) - 조시 프리스: 드럼(4, 6, 9) - Denny Fongheiser: 드럼(2, 8) - 안흥찬(크래쉬): 백킹보컬(4, 5) - 권선미: 첼로(2, 8) - The Japan King Orchestra: 현악 연주(7) - 최태완: 어쿠스틱 피아노(3) - DJ Q-BERT: 스크래치(4, 5) - 홍승호, 동성완, 김재기, 우정주: 백킹보컬(2, 5, 6) - 서보경, 하정윤, 이수정, 최정미, 김경화, 정원식, 김훈, 이주영: 백킹보컬(4) - 이민석 - 디렉터 | 스탭 - 최진열: 기획 - Jason Robert(Conway Recording Studio, LA): 녹음(2, 4~6, 8, 9) - Darren Grohn, John Razdn, 김동훈: 보조 엔지니어(2, 4~6, 8, 9) - Sekimoto(아타치 Recording Studio): 녹음(7) - Kitajima, Mizuno: 보조 엔지니어(7) - Randy Staub(Green House Recording Studio, 밴쿠버): 믹싱(2, 4~6, 8, 9) - John Van Nest(Image Recording Studio, 로스앤젤레스): 믹싱(3) - 편곡 스튜디오: 이성환(7) - Bill Mazzetti(Five Feel Mastering Studio): 마스터링 - MR. DRUM DOCTORS T.M.: 드럼 테크니션 - Kevin Scott: 기타 테크니션 - David Freedma: 베이스 기타 테크니션 - 권혁방, 임성구(Ivy Production): 디자이너 - 이욱재(Shins Graphics): 컴퓨터 그래픽 - 임두현: 사진 - 채송아: 카피라이터 - 김국현: 프로덕션 코디네이터 |

### 2007/2009 리마스터링 재발매판
- 서태지: 프로듀서, 이그제큐티브 프로듀서, 리믹스(16)
- 김석중: 리믹스(16)
- Tower Mastering studio(로스엔젤레스), Techno-T studio: 마스터링 스튜디오